# Fosfazeni
I fosfazeni sono una famiglia di composti chimici contenenti formalmente un doppio legame tra fosforo e azoto. Si possono considerare derivati da H3P=NH o da HP=NH.
I membri più importanti sono i ciclofosfazeni e i polifosfazeni lineari. Questi ultimi hanno proprietà che li rendono interessanti per applicazioni biomediche, per la costruzione di membrane per elettroliti solidi in batterie al litio o celle a combustibile, per materiali ottici, elastomeri per l'industria aerospaziale e materiali antifiamma.

## Classificazione
I fosfazeni si possono suddividere in monofosfazeni, difosfazeni, ciclofosfazeni e polifosfazeni lineari.

### Monofosfazeni
Hanno formula generale R3P=N–R', e sono noti anche col nome di iminofosforani. Una tipica reazione di sintesi è la seguente:
R3PCl2 + R'NH2 → R3P=N–R' + 2HCl
Si conoscono numerosissimi fosfazeni di questo tipo; i più comuni sono i derivati clorurati tipo Cl3P=N–R ottenuti facendo reagire pentacloruro di fosforo e ammine primarie.

### Difosfazeni
Hanno formula generale R3P=N–PR'2 o R3P=N–P(=O)R'2.

### Ciclofosfazeni
Hanno formula generale (R2PN)n. I composti più importanti e più studiati sono quelli con n = 3 e 4, ma si conoscono derivati clorurati con n compreso tra 3 e 8 e derivati fluorurati con n compreso tra 3 e 19.
I due composti più comuni, (Cl2PN)3 e (Cl2PN)4, si formano per reazione tra PCl5 e NH4Cl in solventi clorurati. Il meccanismo di reazione è complicato, ma una stechiometria complessiva si può scrivere come:
nPCl5 + nNH4Cl → (Cl2PN)n + 4nHCl
Le strutture di Lewis sono in genere disegnate alternado legami singoli e doppi nell'anello, ma le misure cristallografiche indicano che all'interno di uno stesso anello tutte le distanze di legame tra fosforo e azoto sono uguali. Le distanze P–N risultano minori di quelle attese per un legame semplice, indicando un coinvolgimento di legame π, ma non si è ancora ottenuta un soddisfacente descrizione del legame nell'anello. Gli anelli a sei termini risultano planari, mentre gli anelli a otto o più termini sono increspati, come illustrato nelle figure per (Cl2PN)3 e (Cl2PN)4.
|  |  |  |

### Polifosfazeni lineari

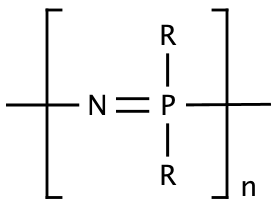
Unità ripetitiva generica dei polifosfazeni lineari

Contengono catene costituite da unità (R2P=N)n, dove n può arrivare a più di 10 000 e il peso molecolare superare il milione. Si ottengono per polimerizzazione a caldo di (Cl2PN)3. Gli atomi di cloro nel polimero formato sono molto reattivi e possono essere facilmente sostituiti con una varietà di gruppi nucleofili sia organici che organometallici, permettendo di ottenere materiali con caratteristiche diversissime e un ampio spettro di applicazioni. Alcuni campi di applicazione sono:
- applicazioni biomediche, ad esempio per ottenere microsfere o membrane biocompatibili per rilascio controllato di farmaci
- membrane per trasporto di ioni, da utilizzare in accumulatori al litio o celle a combustibile
- materiali ottici, per ottenere polimeri modulandone l'indice di rifrazione, il colore e altri parametri per ottica non lineare
- elastomeri, ad esempio per ottenere materiali che siano chimicamente resistenti e rimangano flessibili in un campo molto ampio di temperature

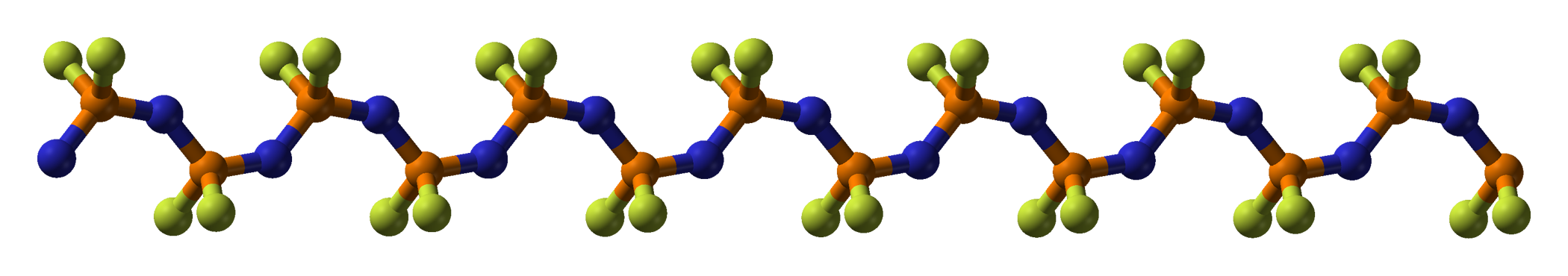
Modello di parte di una catena di polifosfazene lineare fluorurato